# Гудзенко, Пантелеймон Петрович
Пантелеймон Петрович Гудзенко (27 июля (9 августа) 1907, Дерновое — 17 августа 1994, Киев) — украинский советский архивист, археограф, историк, доктор исторических наук (1966), профессор (1968).

## Биография
Родился 27 июля (9 августа) 1907 года в селе Дерновом (ныне Тростянецкого района Сумской области) в крестьянской семье. В 1924 году окончил семилетнюю школу, после чего в 1924-1926 годах учился в агропрофшколе городка Тростянец, в 1926-1927 годах — в Харьковском педагогическом техникуме. В 1931 году окончил исторический факультет Харьковского педагогического института профессионального образования. В 1930-1932 годах преподавал социально-экономические дисциплины на рабочем факультете Харьковского сельскохозяйственного института. Одновременно работал научным сотрудником Центрального государственного архива Октябрьской революции и социалистического строительства УССР. Член ВКП(б) с марта 1941 года.
В течение 1930-1948 лет занимался научно-исследовательской и административной работой в архивных учреждениях Украины: старший научный сотрудник, заведующий отделом, заместитель начальника Архивного управления НКВД СССР, с 1943 года — начальник Архивного управления НКВД Украины. Во время Великой Отечественной войны находился в оперативной группе НКВД УССР на Южном фронте, Сталинградском фронте, Воронежском фронте и Первом Украинском фронте. В 1947 году защитил кандидатскую диссертацию. В 1948-1950 годах работал в Комиссии по истории Великой Отечественной войны: старший научный сотрудник, заведующий отделом фондов, заместитель председателя по научной работе. От 1950 года — в Институте истории АН СССР, занимал должности старшего научного сотрудника (одновременно в 1950-1952 годах — ученый секретарь Отделения общественных наук АН УССР), заведовал отделами археографии (1952-1955, 1959 годы), истории социалистического и коммунистического строительства (1959-1964), истории социалистического строительства (1964-1977), одновременно в 1967-1977 годах — заместитель директора Института по научной работе, с 1977 года и до выхода на пенсию (1981) — старший научный сотрудник-консультант. Работая в Институте истории АН УССР, был также членом ученого совета Киевского университета, членом научного совета Главного архивного управления при СМ УССР.
Жил в Киеве в доме на Печерском спуске, 8, квартира 30. Умер 17 августа 1994 года в Киеве.

## Научная деятельность
Автор более 100 трудов по истории Украины новейшего периода и археографии; ответственный редактор, член редколлегии, руководитель авторского коллектива ряда фундаментальных трудов по истории Украины:
- «История Киева» в 2-х томах (1959);
- «История рабочего класса УССР» (Киев, 1967, том 2);
- «История крестьянства СССР» (Киев, 1967, том 2);
- «Развитие украинской культуры за годы Советской власти» (Киев, 1967);
- «История Украинской ССР» (Киев, 1967, том 2);
- «Советская энциклопедия истории Украины» (Киев, 1969—1972, тома 1-4);
- «История рабочих Донецкого бассейна» (Киев, 1981);
- «История городов и сёл Украинской ССР» и прочее.

В течение тридцати лет возглавлял работу в Институте истории АН УССР по подготовке и изданию сборников архивных документов и материалов. При его участии изданы сборники документов:
- «Воссоединение украинского народа в едином украинском советском государстве» (Киев, 1949);
- «Воссоединение Украины с Россией» (Москва, 1953, том 2);
- «Рабочий контроль и национализация промышленности на Украине (1917—1921)» (Киев, 1957);
- «Промышленность и рабочий класс Украинской ССР в годы второй и третьей пятилеток» (Киев, 1977, части 1-2) и другое.

## Награды
- Заслуженный деятель науки УССР (с 1977 года).
- Лауреат Государственной премии УССР в области науки и техники (1980; за восьмитомну труд «История Украинской ССР»)[2].
- шесть медалей СССР
- Грамота Президиума ВС УССР.